# NGC 7783A
NGC 7783A (другие обозначения — PGC 72803, NGC 7783-1, VV 208, UGC 12837, ARP 323, MCG 0-60-58, HCG 98A, ZWG 381.60, KCPG 595A) — линзообразная галактика (S0) в созвездии Рыбы.
Этот объект входит в число перечисленных в оригинальной редакции «Нового общего каталога».